# Nišiki-e

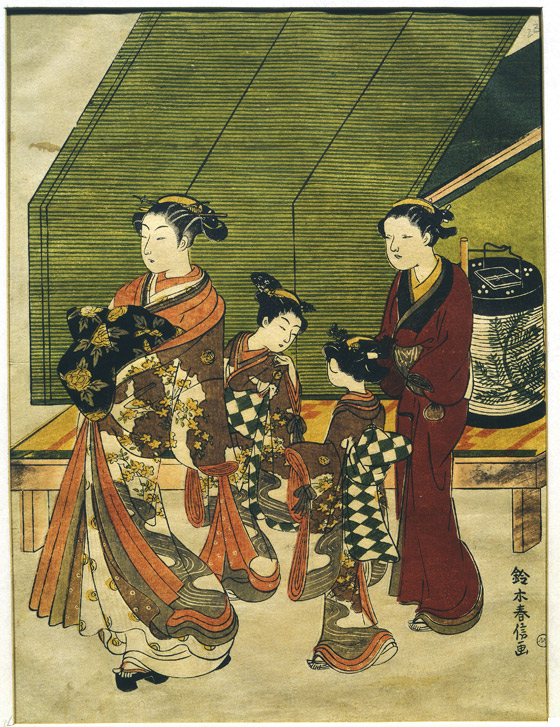
Harunobu Suzuki (asi 1725–1770): Předvádění kurtizány s jejími pomocnicemi (Partes Courtesan with Attendants), pozdní 1760, Nišiki-e (brokátový tisk), Chûban

Nišiki-e (錦 絵) zvaný též brokátový obrázek, je typ japonského vícebarevného tisku z dřevěného štočku. Původně byla většina tisků černobílá, ručně kolorovaná přidáním jedné či dvou barev. Tisk je tvořen pomocí samostatného vyřezaného dřevěného bloku. Ty jsou vyřezány pro každou barvu zvlášť a jsou pak používány postupně.

## Historie
Technická inovace umožňující tisk různými barvami tak, aby vytvořily jeden kompletní obraz, je připisována japonskému rytci Kinroku. Technika se používá především pro tisk obrázků ve stylu ukijo-e a vychází z historického japonského slohu, používaného pro ilustraci původní japonské literatury a poezie. Tento styl navazuje na styl jamato-e, nazvaný podle kraje Jamato, japonské provincie rozkládající se kolem starého hlavního města Nara (710–794). Od 9. století se tento styl dále rozvíjel v hlavním městě Heian-kjó, dnešním Kjótu. Tehdy zde sídlil císařský dvůr doby Heian (794–1185). Obřadní zvyky císařského dvora popisovala nejstarší díla japonské literatury a poezie, která byla provázena ilustracemi. Od 7. století v Japonsku existovaly také kulturní styky s Čínou. Importovaný čínský sloh se odrazil v tušové malbě zvané kara-e. Výsledkem spojení těchto dvou technik byl vznik škol ukijo-e a klasických škol. V 60. letech 18. století byla technika zdokonalena a propagována tiskárnou japonského výtvarníka uměleckého tisku ve stylu ukijo-e Harunobuem Suzukim. V průběhu pěti let, od roku 1765 do své smrti v roce 1770, vyprodukoval tento umělec mnoho nišiki-e tisků. Tento styl a technika je také známá jako Edo-e (江 戸 絵 edo-e), odkazující na Edo, což byl název Tokia dříve, než se stalo hlavním městem. V období Meidži (明治 時代 Meiji-jidai), zvané někdy Meiji éra, která trvala od 23. října 1868 do 30. července 1912, tisky nišiki-e ilustrovaly novou módu, dovezené zboží, události, železnici a další nová témata. Noviny nišiki-e (新聞 錦 絵, Šinbun nišiki-e) byly během tohoto období u veřejnosti velmi populární. Tvůrci tisku vytvářeli nišiki-e podle témat přebíraných z novin jako Tókyó Nichinichi Šinbun a Yúbin Hóchi Šinbun. V průběhu první čínsko-japonské války (1894–1895) popularita těchto tisků vzrostla. Během devítiměsíčního období bylo vytištěno na 3 000 kusů. Zpravidla oslavovaly japonskou armádu a znevažovaly Číňany. Jasné barvy tisku, vzrušující scény a snadná pochopitelnost pro běžné obyvatele dělaly z nišiki-e dobrou alternativu k černobílým fotografiím.

## Galerie

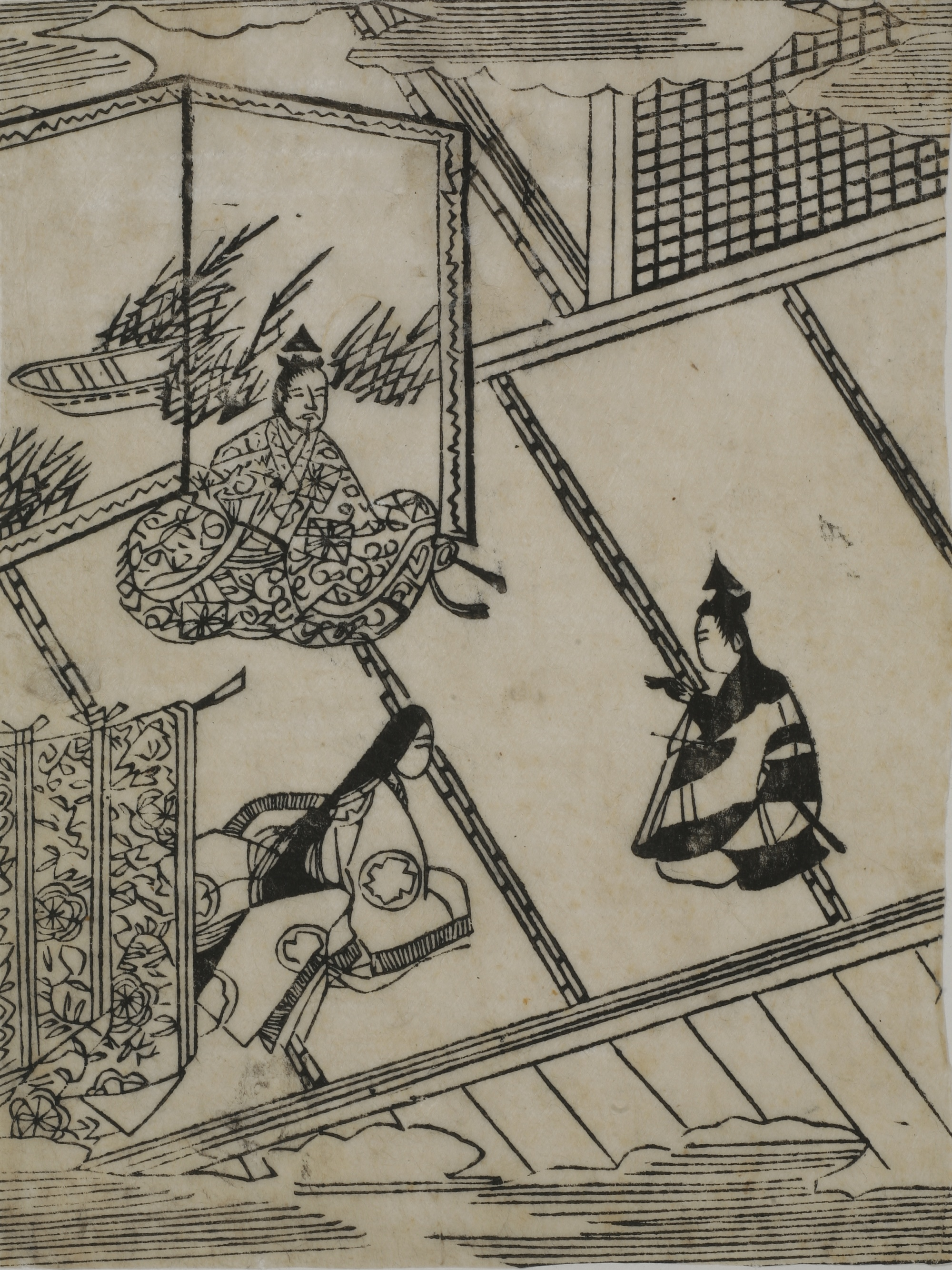
Anonym, asi 1625
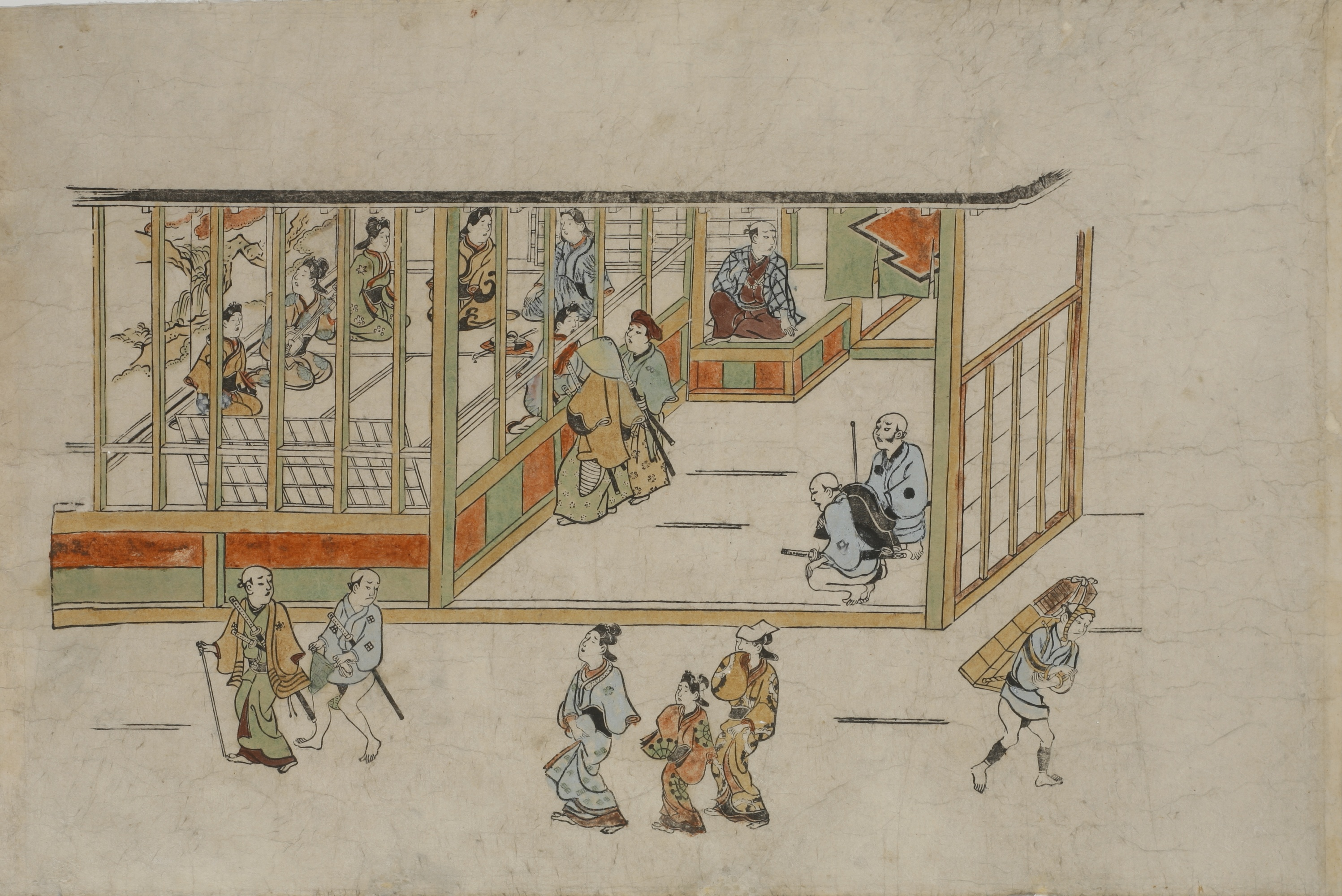
Hišikawa Moronobu, asi 1680
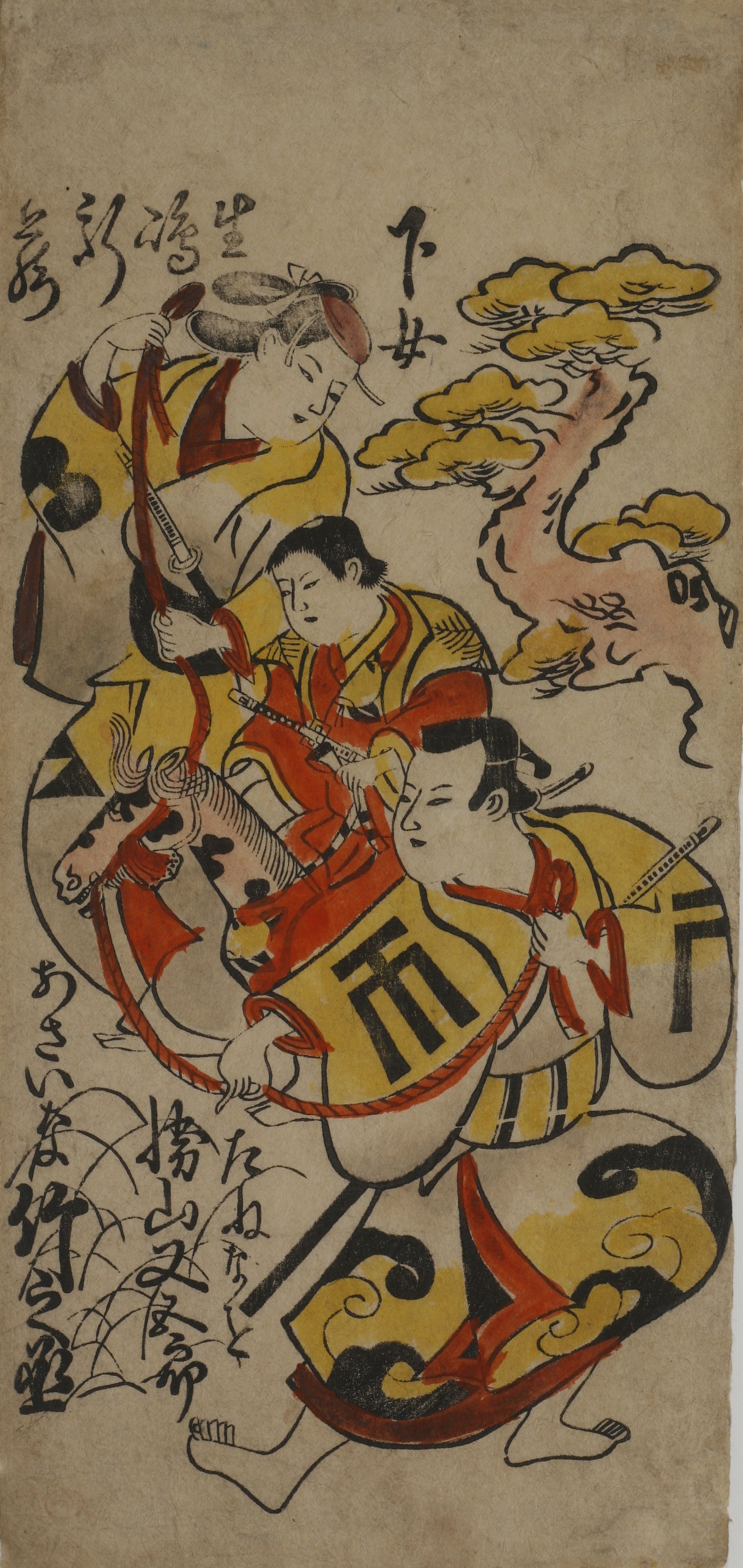
Torii Kiyonobu, asi 1710
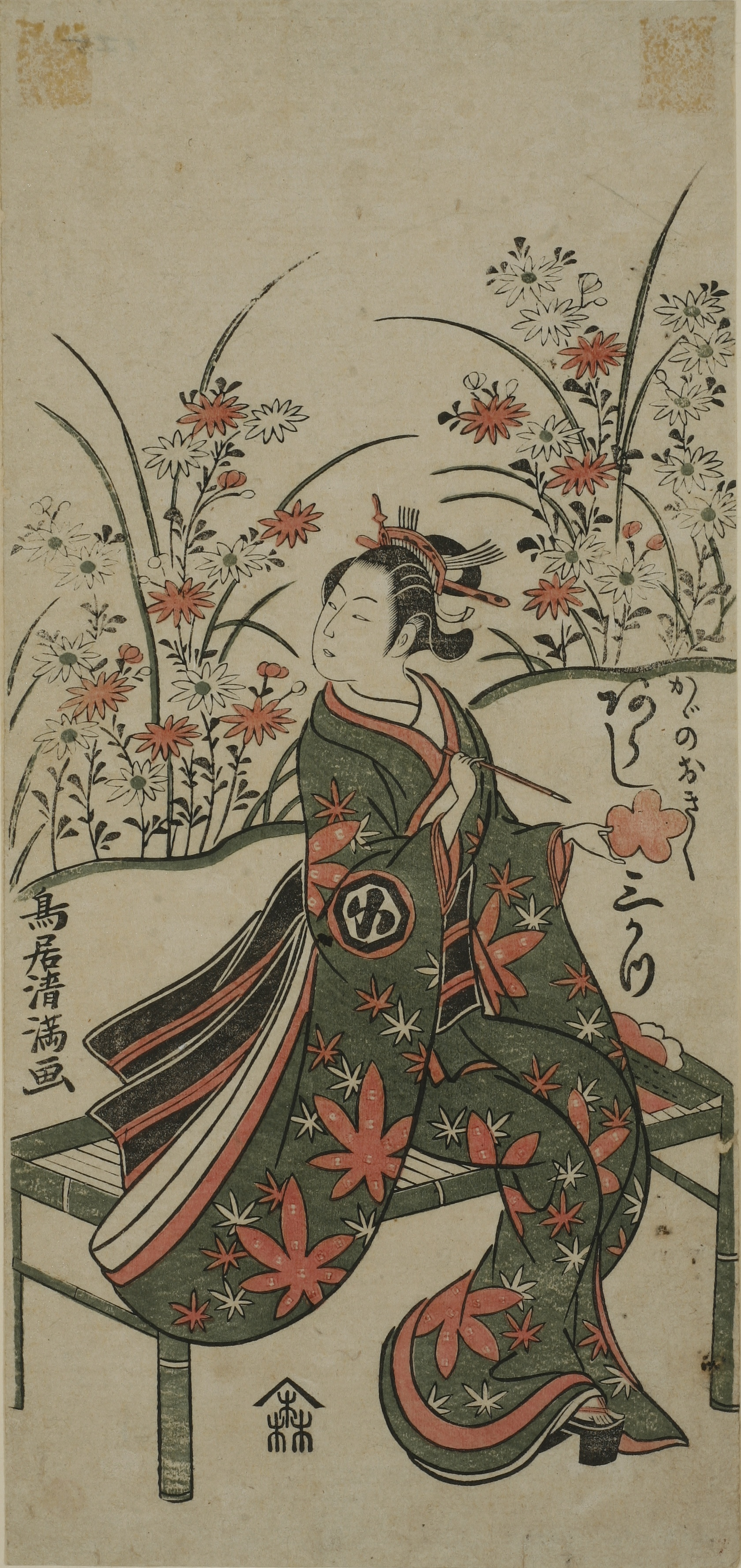
Torii Kiyomicu, asi 1710
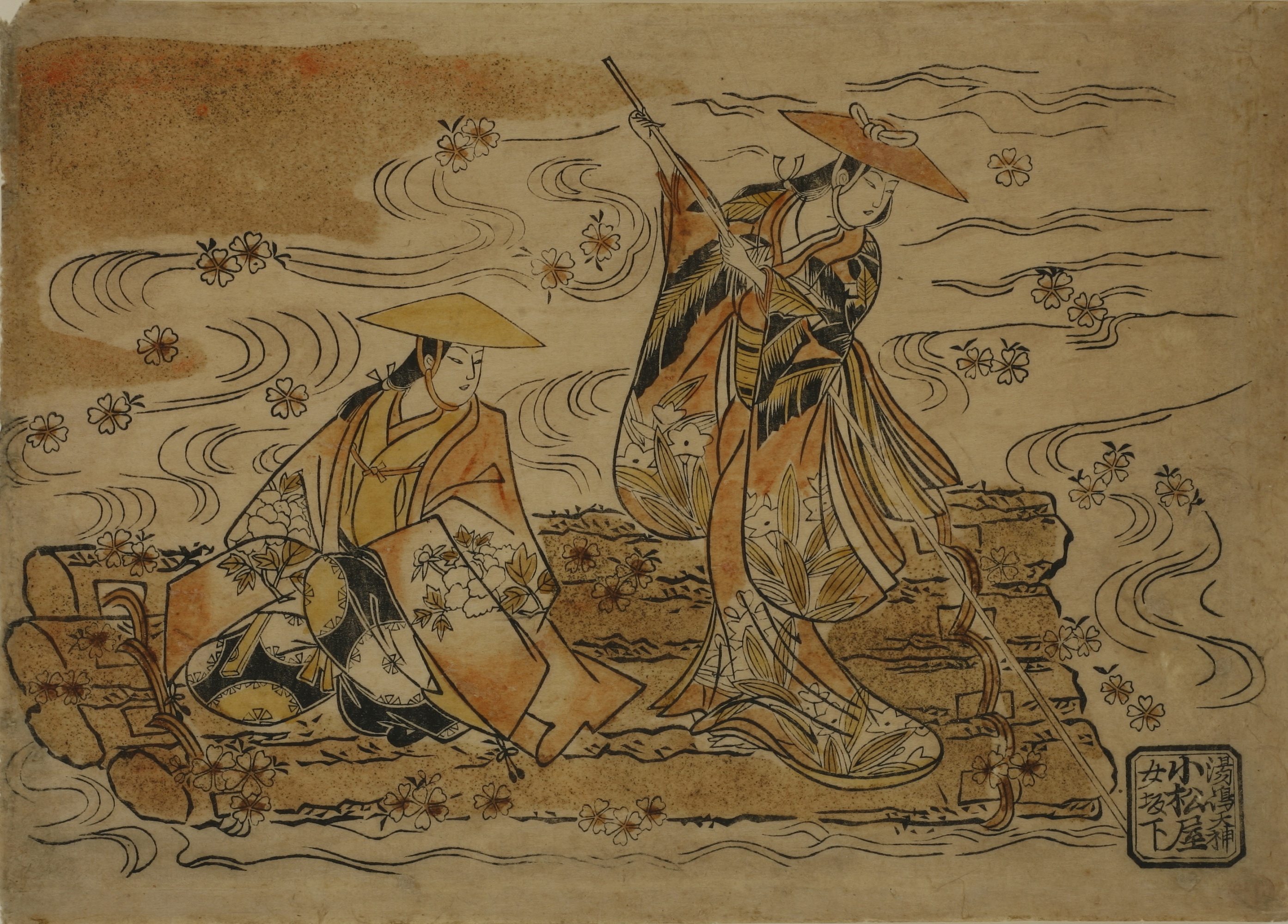
Anonym, škola Torii, asi 1720
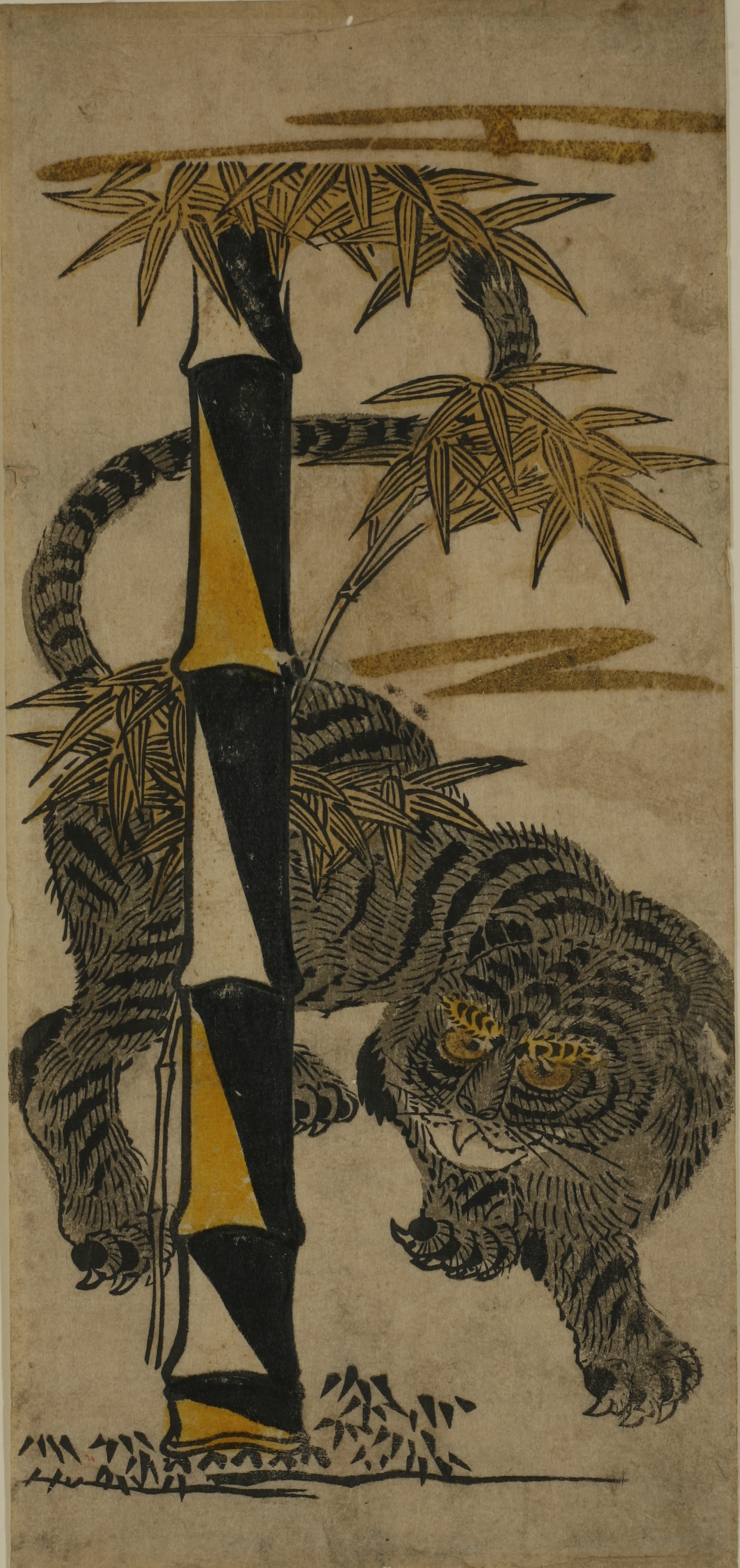
Okumura Masanobu (připsáno), asi 1825
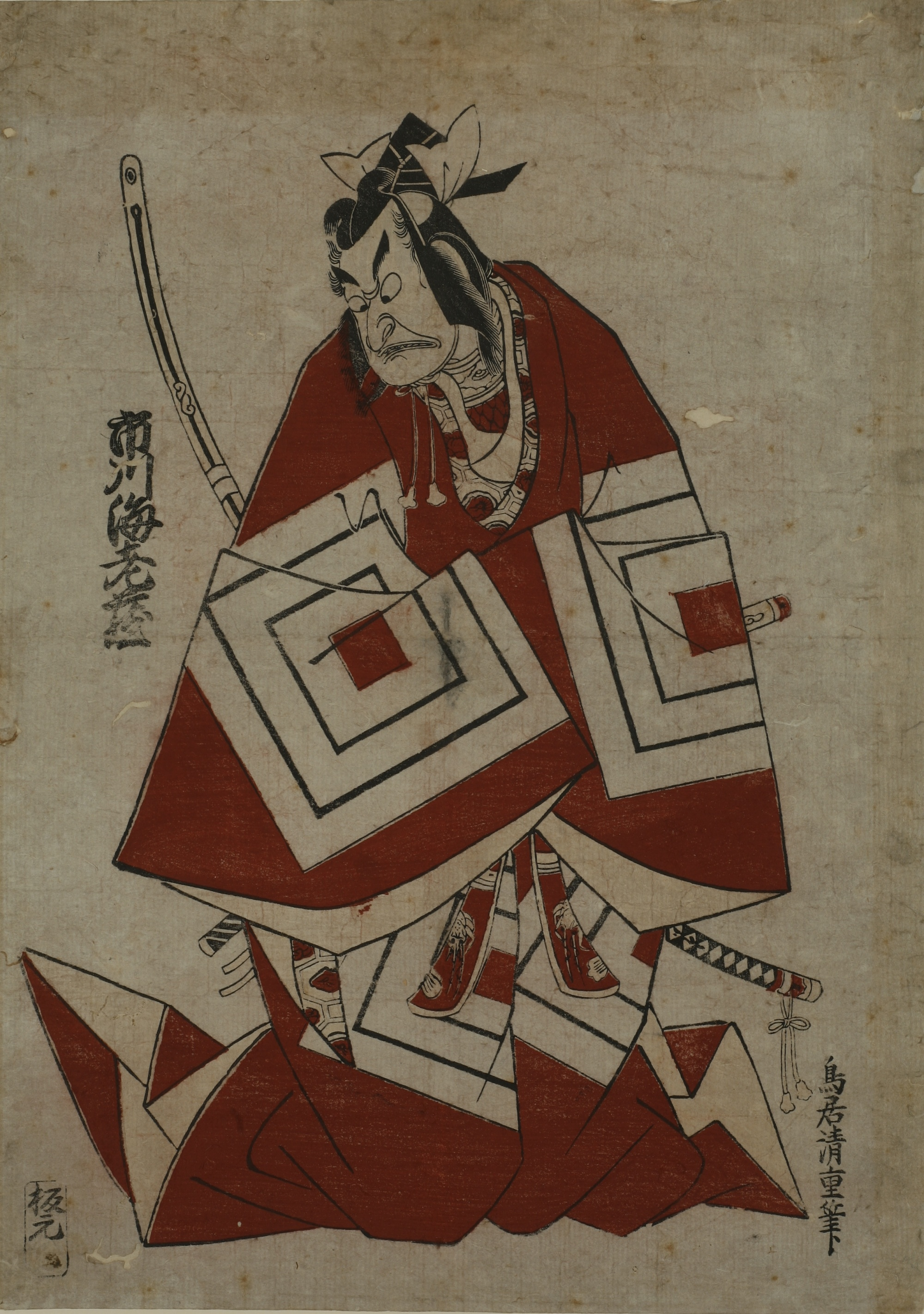
Torii Kiyošige, 1748
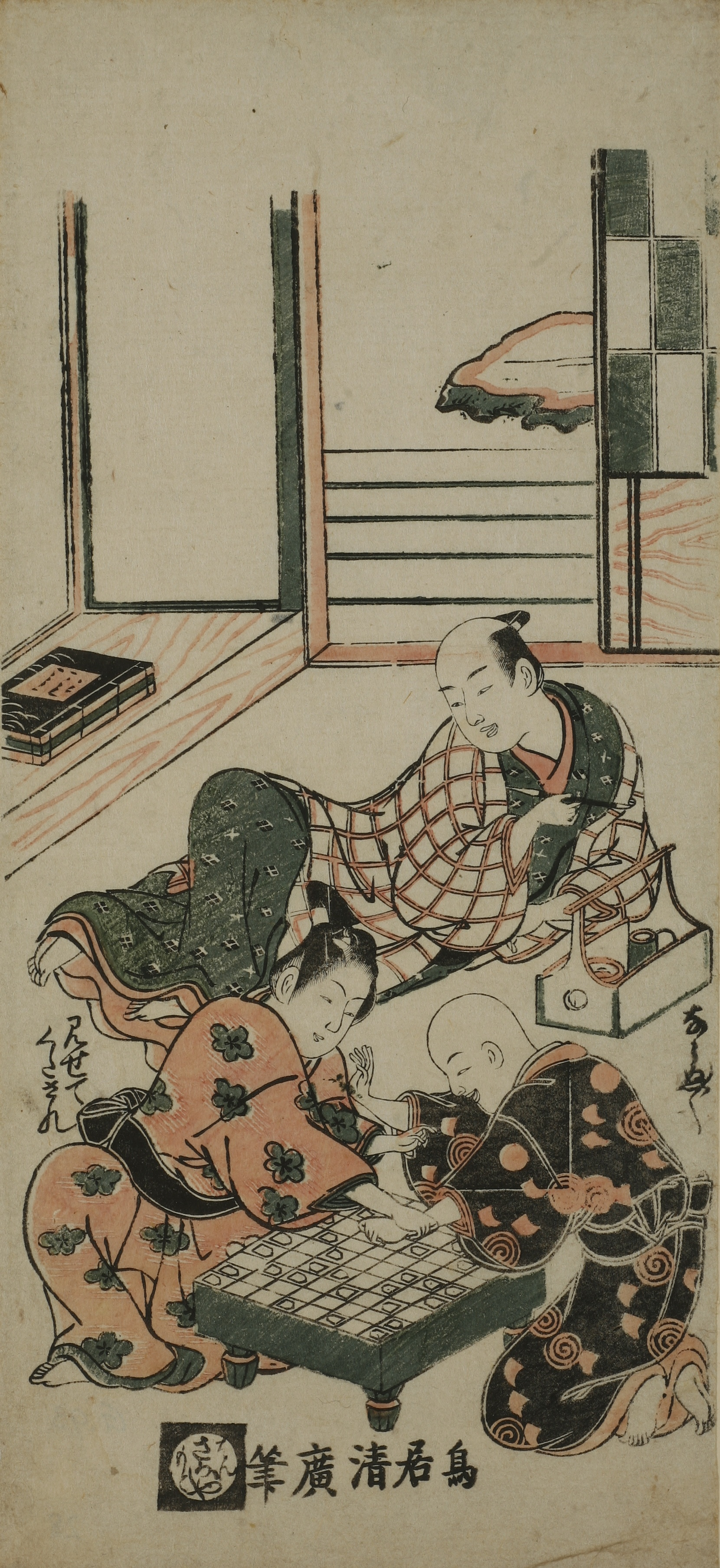
Torii Kiyohiro, asi 1755
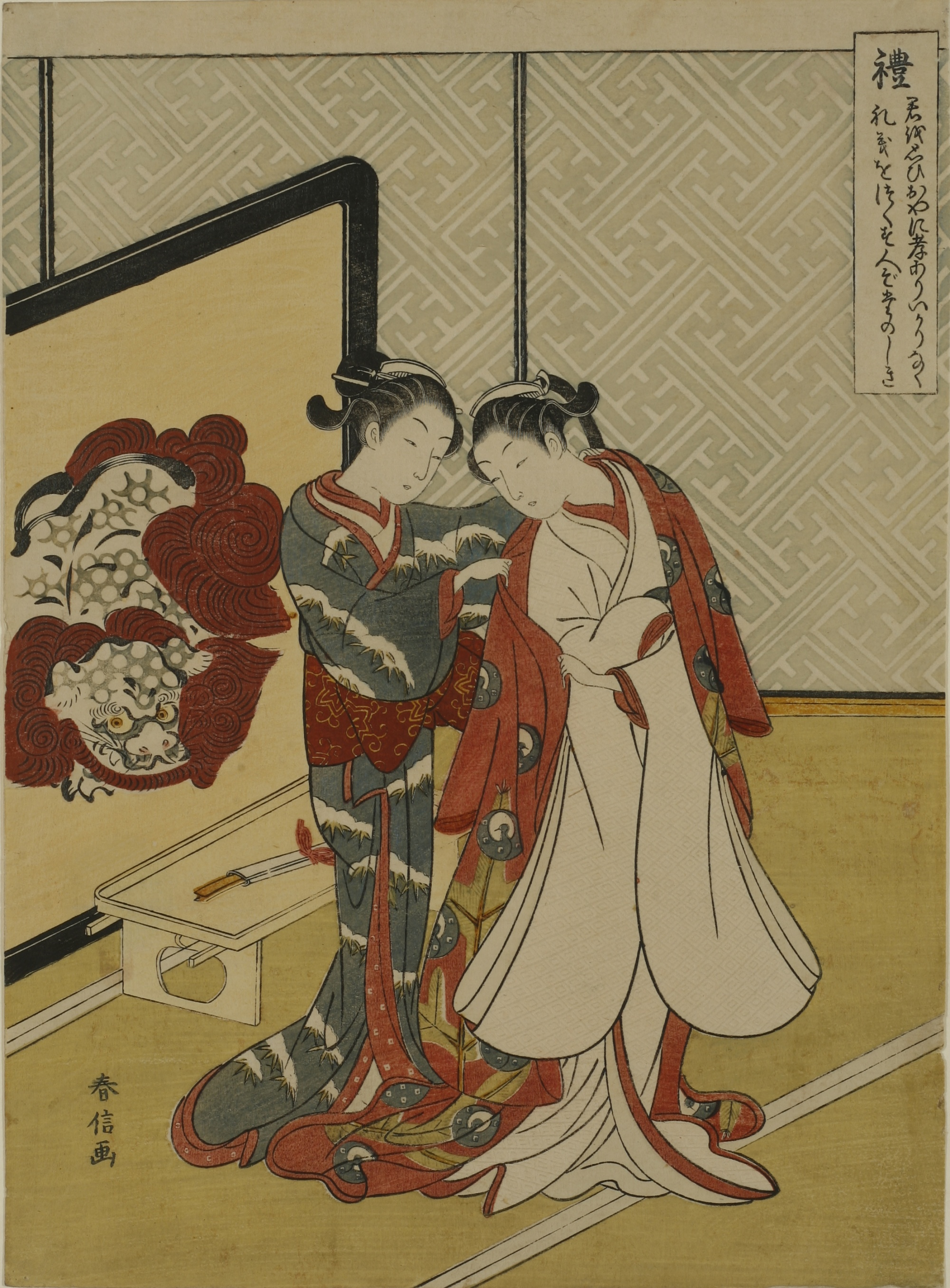
Suzuki Harunobu, asi 1770
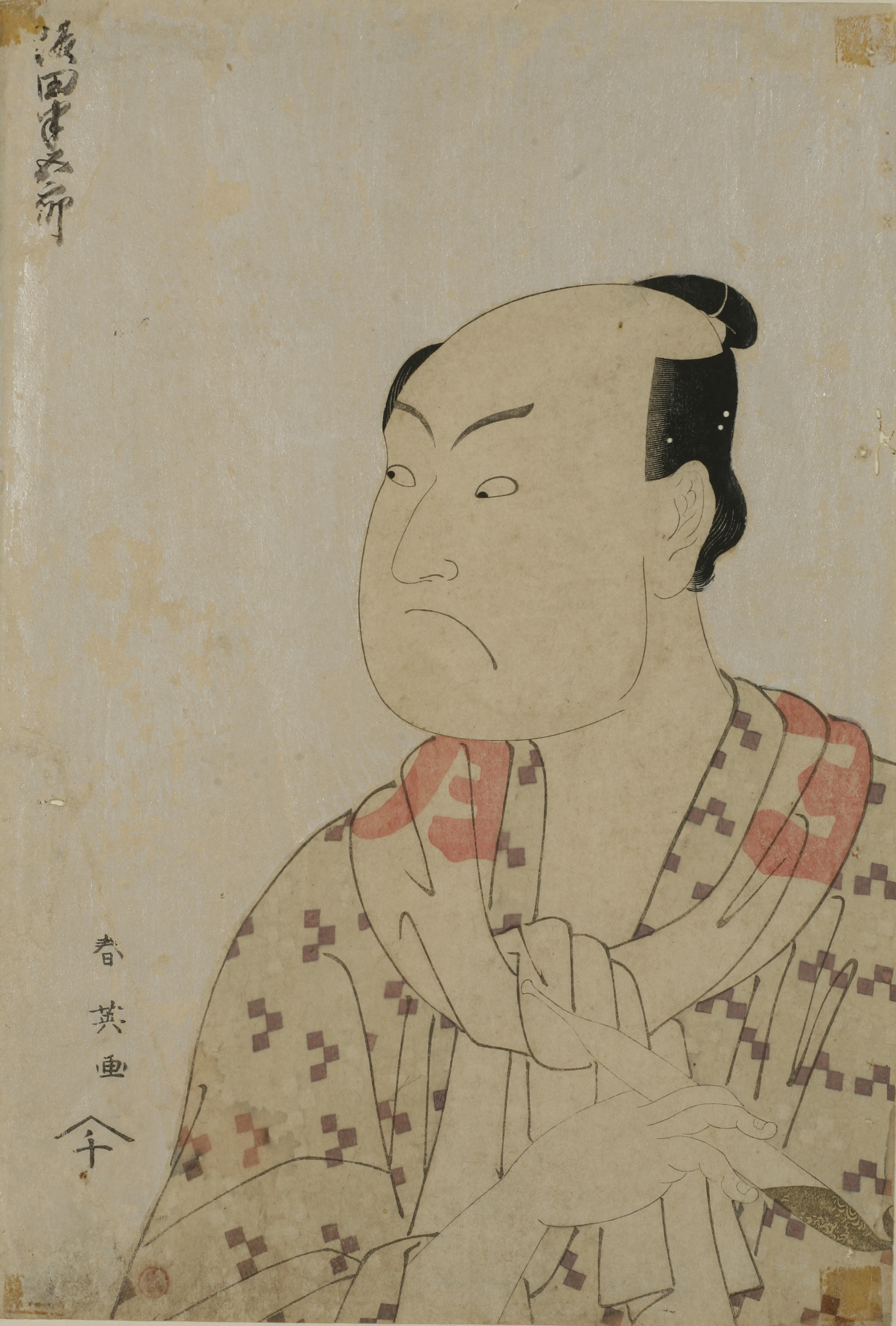
Kacukawa Shun’ei, 1795
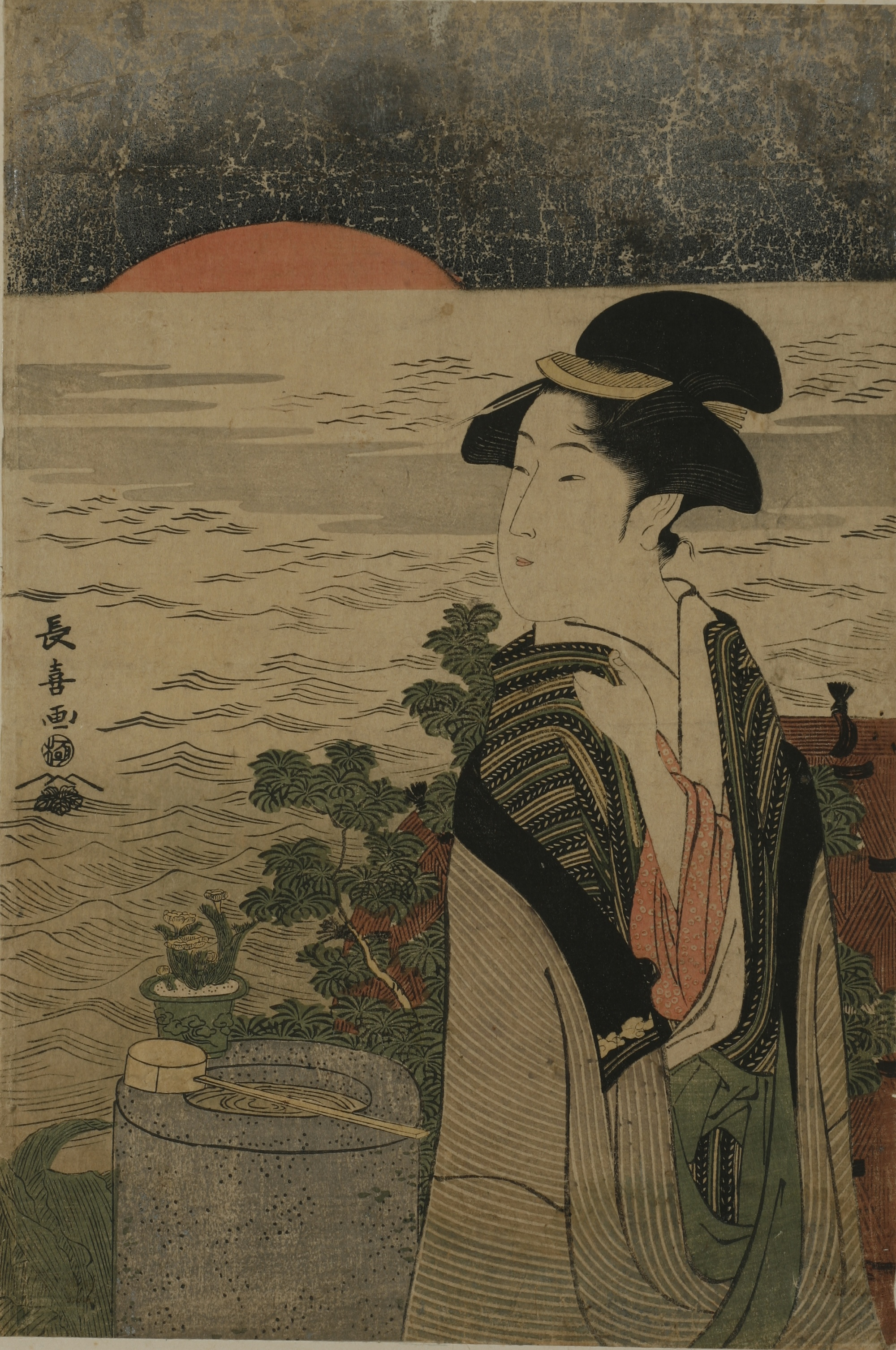
Eišósai Čóki, asi 1795
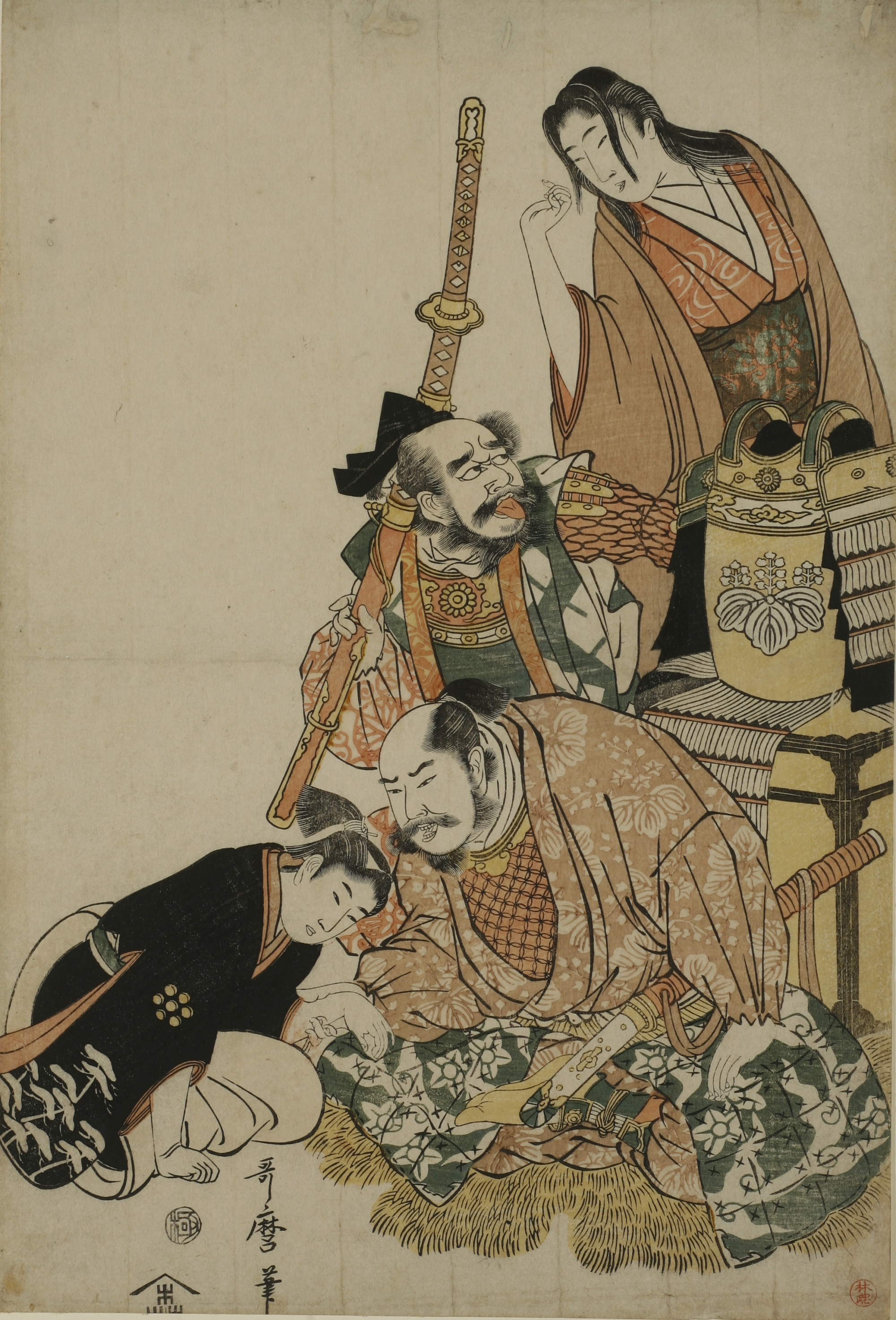
Kitagawa Utamaro, 1804
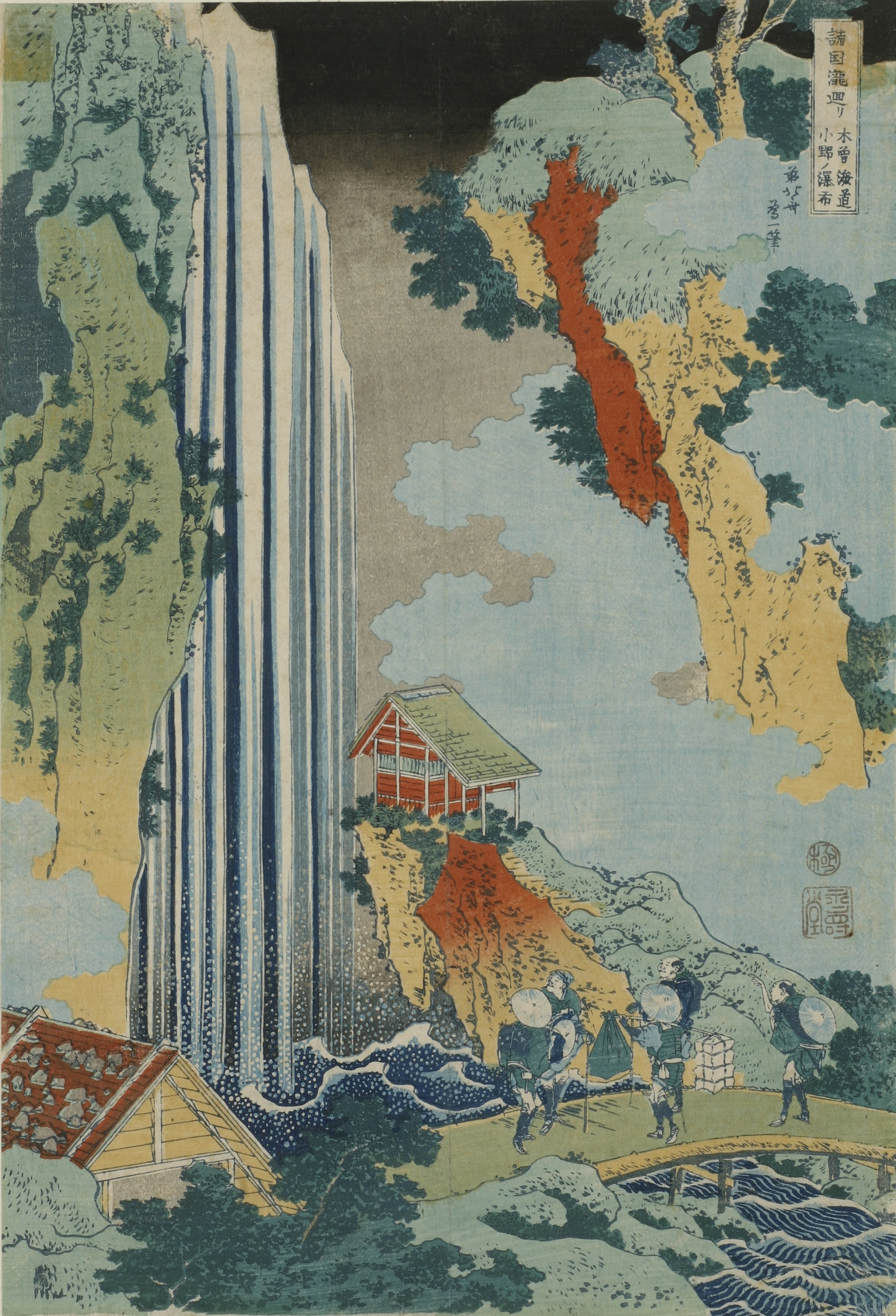
Kacušika Hokusai, 1834/35
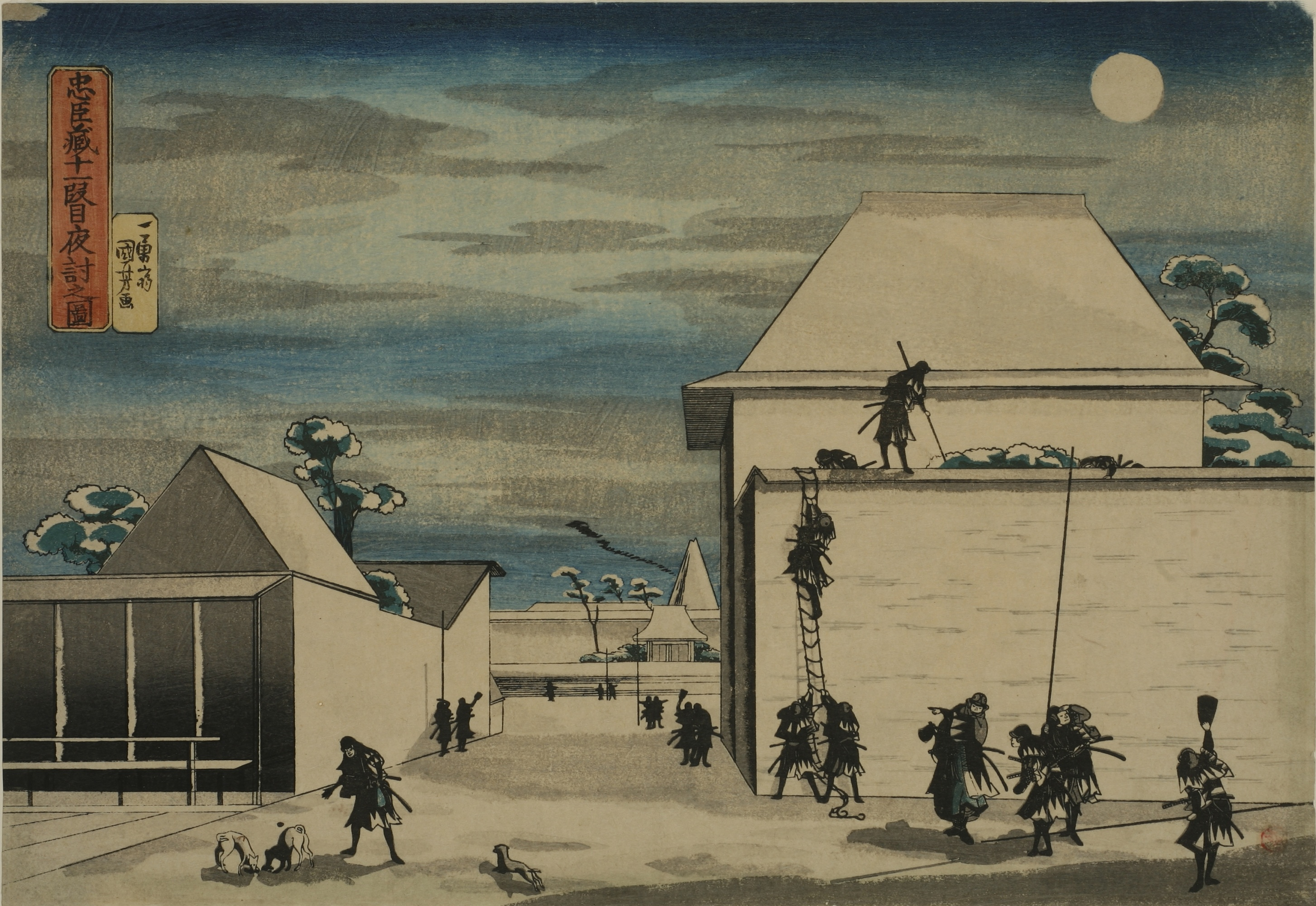
Utagawa Kuniyoši, 1835
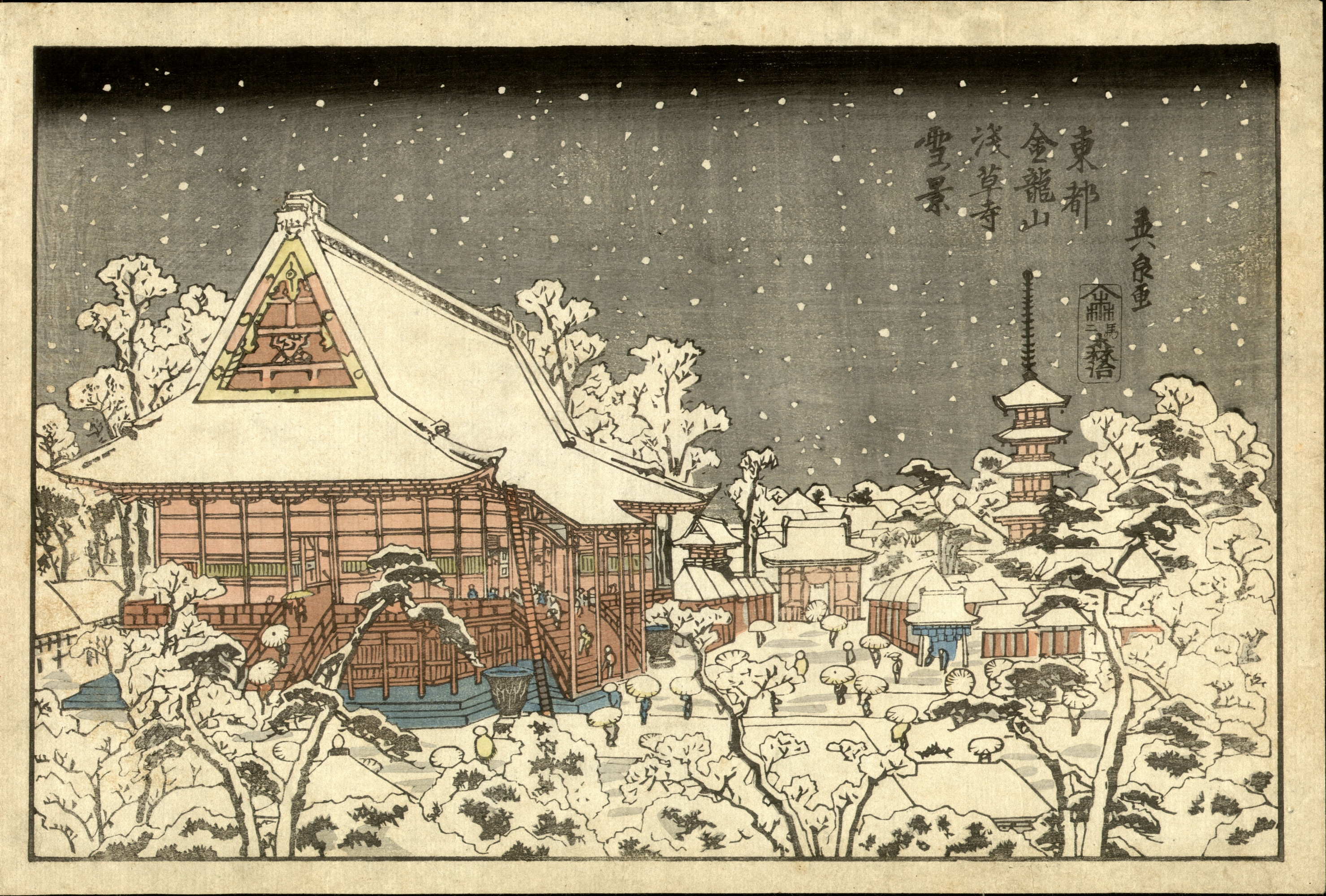
Keisai Eisen, 1840
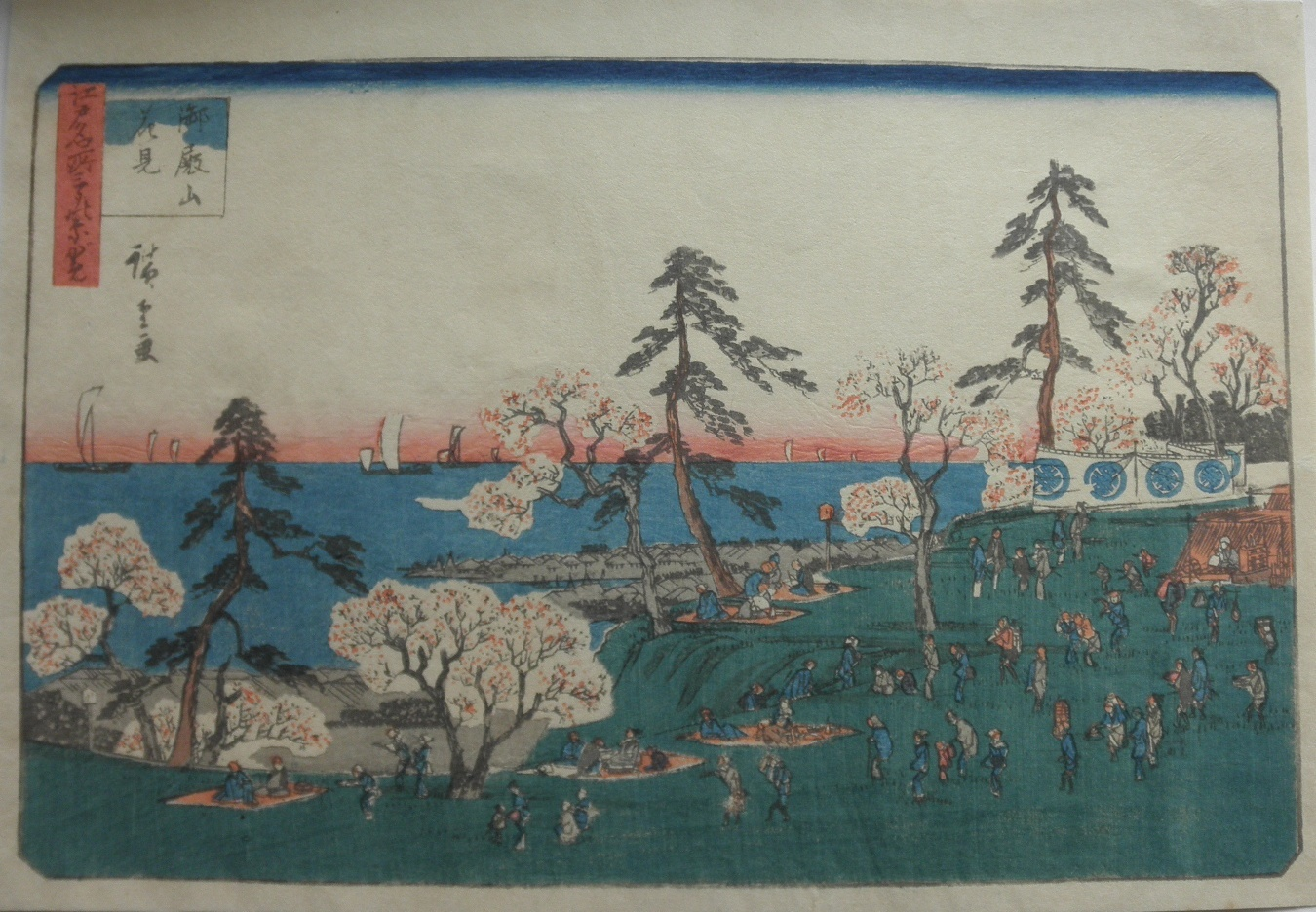
Utagawa Hirošige, asi 1840
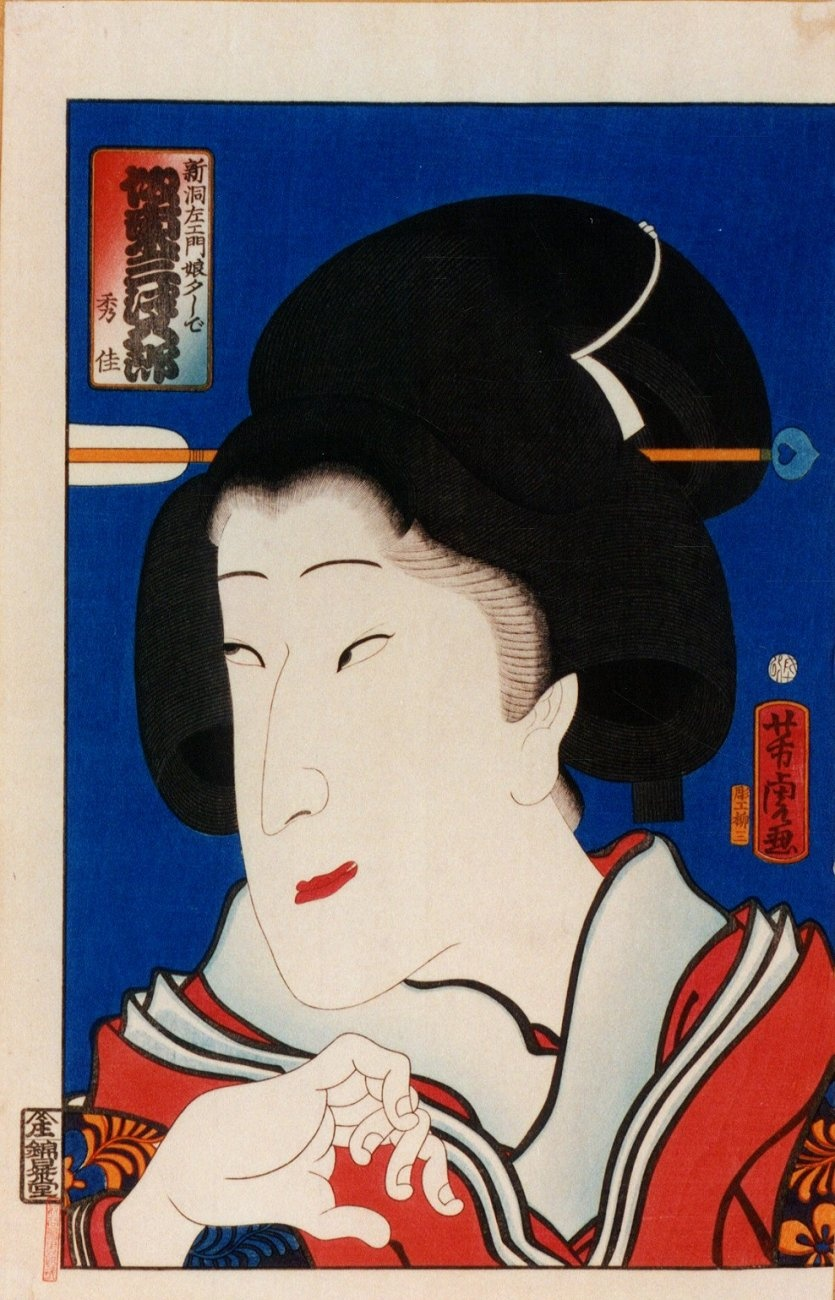
Utagawa Yošitora, 1862
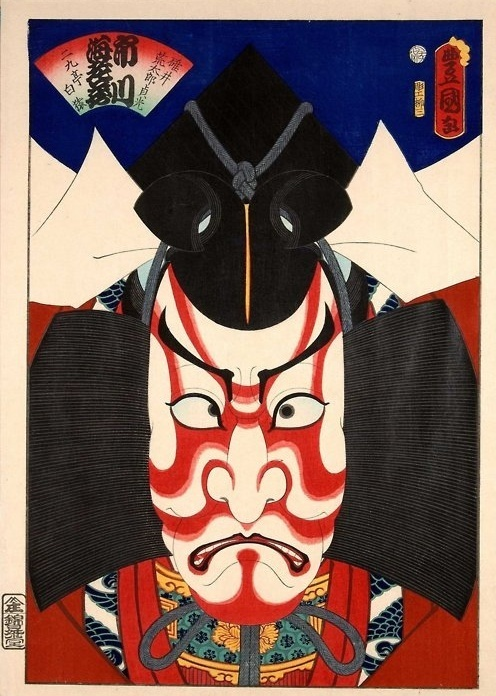
Utagawa Kunisada, 1863
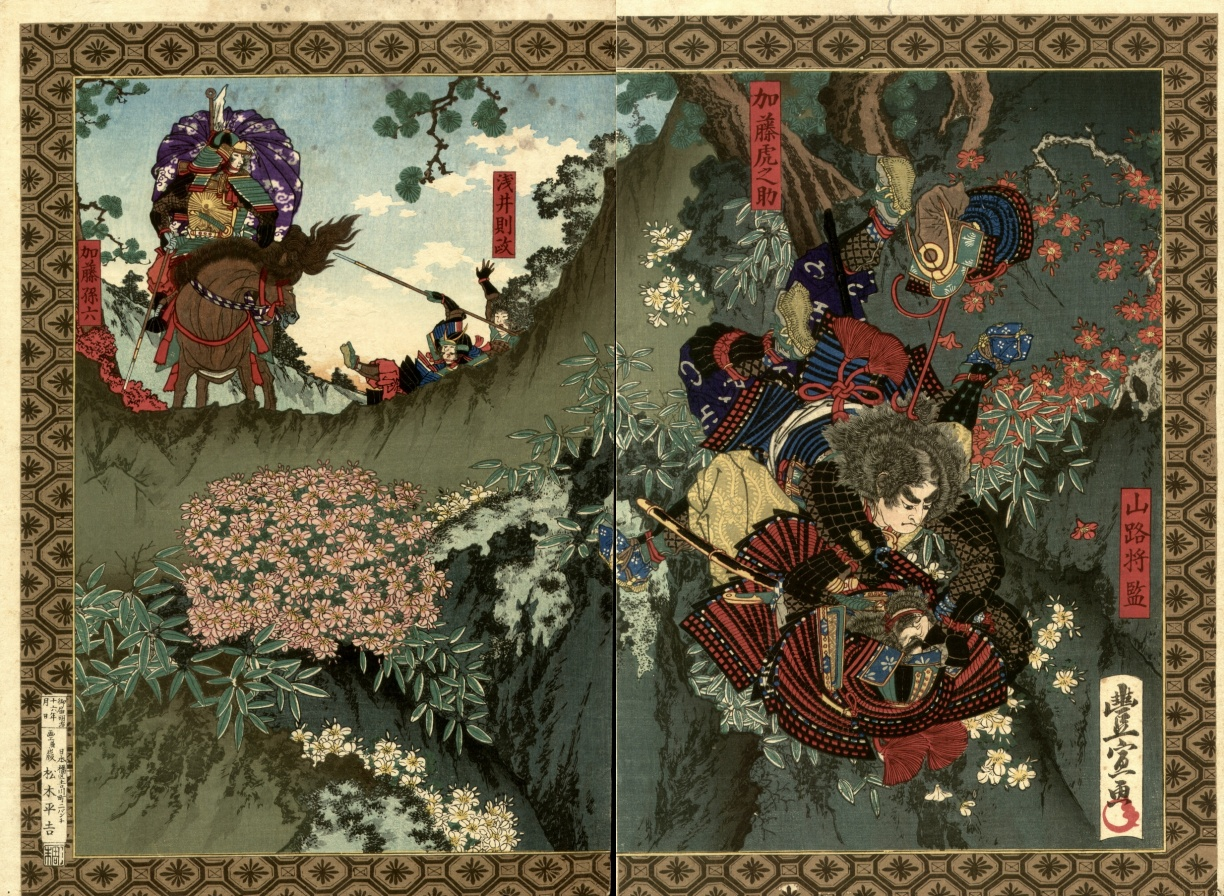
Utagawa Toyonobu, 1883
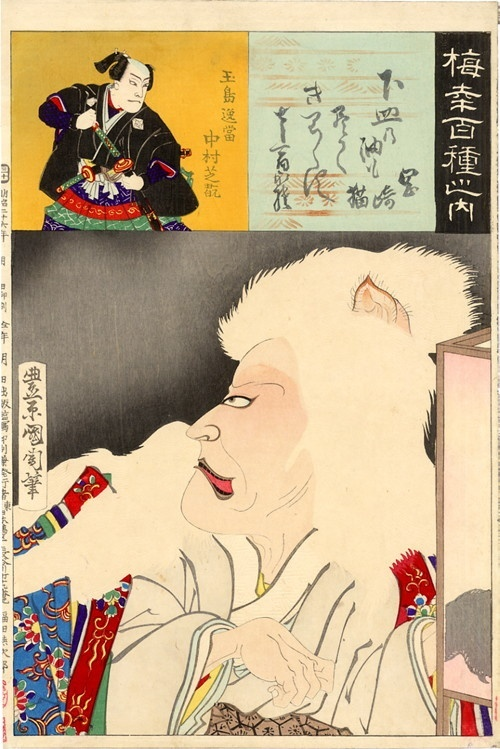
Toyohara Kuničika, asi 1893